# Weltraumtoilette

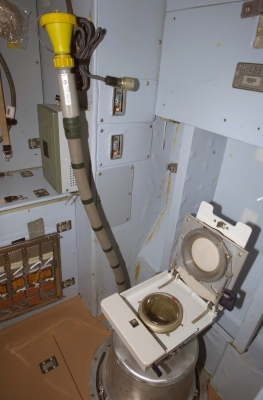
Toilette im Swesda-Modul an Bord der ISS

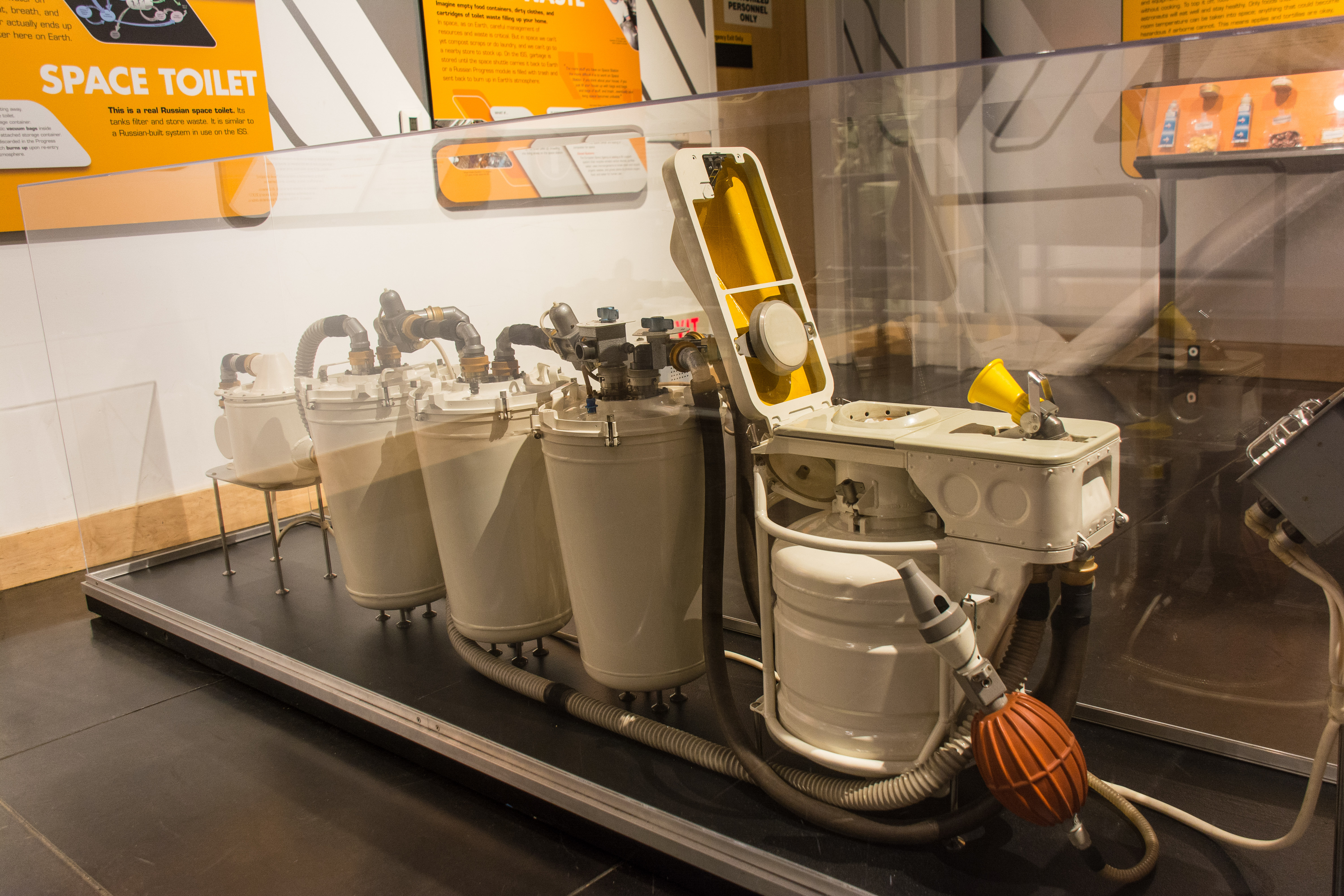
Vollständiges System einer Weltraumtoilette der älteren Generation

Eine Weltraumtoilette ist eine Bordtoilette, die in der Schwerelosigkeit funktioniert und an Bord von Raumfahrzeugen oder Raumstationen verwendet wird. Seit Beginn der bemannten Raumfahrt wurden verschiedene Systeme entwickelt und benutzt.
Auf der Internationalen Raumstation (ISS) werden Toiletten verwendet, die den Urin zu Trinkwasser wiederaufbereiten.

## Geschichte
Auf den Apolloflügen benutzten die Besatzungen Beutel, die „Apollo-Bags“, und auf Außenbordeinsätzen, falls notwendig, spezielle Windeln. Saljut hatten bereits eine Toilette mit einem Vorhang und ein weiteres zusätzliches, mobiles System. Exkremente wurden in einem Container gesammelt, versiegelt und wöchentlich in den Weltraum abgelassen.
Im Oktober 2020 wurde eine für die NASA weiterentwickelte Unisex-Weltraumtoilette namens „Universal Waste Management System“ (UWMS) zur ISS geliefert. Die Entwicklungs- und Produktionskosten der Toilette betrug 23 Millionen US-Dollar.

## Beschreibung

Schematischer Aufbau der Toilette an Bord eines Space-Shuttle.

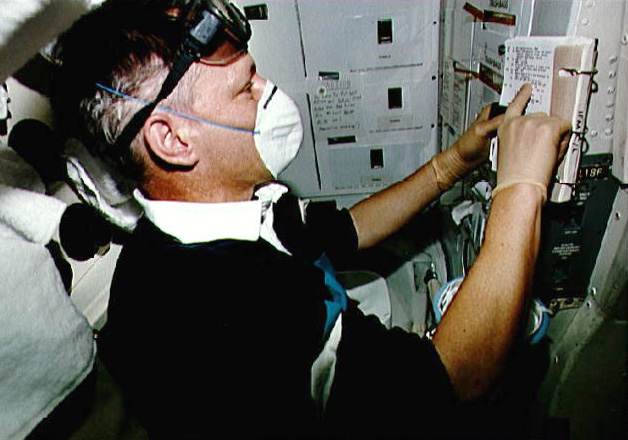
Claude Nicollier muss mit Hilfe des Handbuchs einen Defekt an der Toilette während STS-46 beheben.

Eine Toilette an Bord eines Raumschiffes funktioniert mit Unterdruck, mit dem die Exkremente abgesaugt werden. In der Schwerelosigkeit würden sich diese sonst überallhin verteilen. Um den nötigen Unterdruck aufbauen zu können, ist das Loch sehr klein, man muss also genau wissen, wie man sich hinsetzen muss, um sie zu treffen. Flüssigkeiten werden mit einem Schlauch abgesaugt. In der Toilette werden mit einem Gebläse flüssige und feste Teile getrennt und separat für die Entsorgung in spezielle Behältnisse gepumpt. Diese werden an Bord der ISS in der Progress-Kapsel gelagert und mit dieser entsorgt. Flüssigkeiten wurden bei einigen Missionen (u. a. den Apollo-Missionen) auch außenbords gepumpt.

## Trivia
In der US-amerikanischen Sitcom The Big Bang Theory ist der Raumfahrtingenieur Howard Joel Wolowitz verantwortlich für einen Defekt an der Toilette der ISS.

## Sonstiges
Im Oktober 2016 rief die NASA die interessierte Öffentlichkeit auf, an einem Ideenwettbewerb für ein neues Weltraumtoilettensystem für einen Launch-entry Suit teilzunehmen. Ziel ist es, ein in-suit waste management system zu entwickeln, das von Besatzungen bis zu 144 Stunden eingesetzt werden kann. Aus mehr als 5000 Designvorschlägen wurden im Februar 2017 drei ausgewählt, die eventuell in Ansätzen in zukünftige Entwicklungen der NASA einfließen.
Am 4. Februar 2019 berichtete die NASA von einem Problem auf der Toilette der ISS, bei dem elf Liter Flüssigkeit ausgetreten waren.